# 姜伟 (1957年)
姜伟（1957年3月—），男，汉族，山东龙口人，中华人民共和国政治人物，中国人民大学法律系本科、硕士，后留校任教。1997年4月进入最高人民检察院刑事检察厅工作，2004年任黑龙江省人民检察院党组书记、检察长（2004.10-2011.11），二级大检察官，2011年11月任中共中央政法委副秘书长，2016年11月至2022年4月任最高人民法院党组成员、副院长，二级大法官。